# Birgit Kleim
Birgit Kleim (geb. 1975) ist eine deutsche Psychologin. Sie ist Professorin für Experimentelle Psychopathologie und Psychotherapie am Psychologischen Institut der Universität Zürich und gehört zum Vorstand der Deutschsprachigen Gesellschaft für Psychotraumatologie.

## Werdegang
Nach einem Abschluss in Psychologie im Jahr 1999 schloss Kleim das Studium der Klinischen Psychologie an der Albert-Ludwigs-Universität Freiburg in 2002 ab. Sie promovierte im Jahr 2006 im selben Fach am King’s College in London zum Thema Kognitive und physiologische Prädiktoren von PTSD, Depression und Phobie nach Übergriffen. Ihre Promotion wurde durch ein Stipendium des britischen Psychiatry Research Trust unterstützt. Im Anschluss war Kleim bis 2009 als Wissenschaftliche Mitarbeiterin am Institute of Psychiatry des King’s College und am Maudsley Hospital tätig. Danach war Kleim bis 2010 als Wissenschaftliche Assistentin (Oberassistentin) und Lehrbeauftragte am Institut für Psychologie und Psychotherapie der Universität Basel tätig. Anschließend wechselte sie an das Institut für Psychologie und Psychotherapie der Universität Zürich. Im Oktober 2014 lehnte sie den Ruf der Universität Heidelberg auf den Lehrstuhl für Experimentelle Psychotherapie an der Medizinischen Fakultät Mannheim ab. Derzeit leitet Kleim den psychologisch-psychotherapeutischen Dienst der Klinik für Psychiatrie, Psychotherapie und Psychosomatik an der Universitätsklinik Zürich und gehört dem Medizinischen Direktorium an.

## Forschung
Kleim widmet sich der Erforschung von Krisenkompetenz, Posttraumatischen Belastungsstörungen, Psychotherapie und der Wirkung des Schlafs bei psychischen Erkrankungen und Trauma. In diesem Zusammenhang entdeckte sie im Jahr 2016 Hinweise darauf, dass Schlaf dabei helfen kann, ein traumatisches Erlebnis zu verarbeiten, wenn er möglichst unmittelbar nach dem jeweiligen Ereignis einsetzt. Kleim forscht zudem zur Resilienz gegenüber chronischem Stressaufkommen. Im Jahr 2021 betreute Kleim hierfür eine Studie, die durch Beobachtung von Praktikanten, die unter Stress gesetzt wurden, Hinweise auf die Bedeutung des Locus Coeruleus-Norepinephrine Systems für die individuelle Reaktion auf stressauslösende Irritationen und Eindrücke gab. Die Aktivität dieses Bereichs des Gehirns kann somit als Indikator für die Resilienz einer Person gegenüber Stress gelten.
In ihrer Forschung arbeitet Kleim eng mit der Universitätsklinik Zürich zusammen und legt einen Schwerpunkt auf die Verbindung und den Wissenstransfer zwischen experimenteller Forschung und der Verbesserung bewährter psychologischer Therapiemethoden und -maßnahmen. Ihr Institut kollaboriert unter anderem mit der New School of social research und der New York University, sowie der University of Melbourne und der University of Oxford.

## Auszeichnungen
- 2003	Stipendium des Psychiatry Research Trust
- 2005  Past-Student-Posterpreis der International Society for Traumatic Stress Studies (ehrenhalber)[8]
- 2008	Förderpreis der DeGPT
- 2008  Frauenförderpreis der Robert-Bosch-Stiftung
- 2009  Career development Award des Schweizerischen Nationalfonds
- 2010  Nachwuchspreis "Changing people, changing brains" der Volkswagen Stiftung und des Zukunftskolleg Konstanz